# Hotel Nevelzicht
Hotel Nevelzicht is een Nederlandse gagstrip bedacht door Mark van Herpen.

## Inhoud
De strip verhaalt over een vervallen hotel dat door zijn griezelige uiterlijk en de rare manier waarop klanten worden behandeld maar geen ster krijgt. Regelmatig komt er een inspecteur langs voor de ster, maar steeds voldoet het hotel niet.
Het hoofdpersonage is een man genaamd Hubert, die zich heeft laten beetnemen door de dorpsbewoners waardoor hij de eigenaar van het hotel werd. Verder komen er wereldberoemde figuren over de vloer, door toeval of doordat ze gedwongen worden. Ook komt in het tweede album de schoonmaakster Beets bij het personeel.

## Publicatiegeschiedenis
Van Herpen creëerde de strip voor het stripblad Suske en Wiske Weekblad in 1994. In dat blad verschenen enkele gags van 1994 tot 1996. Sinds 2009 verschenen er nieuwe gags in Eppo. Er verschenen een aantal gags tot 2015. Intussen werden de gags gebundeld in albums bij uitgeverij Strip2000.

## Albums
Er werden 3 albums uitgegeven bij Strip2000.
1. Hofleveranciers (2013)
2. À la carte (2014)
3. Heartbreak Hotel (2015)